# Charlie's Angels (filme de 2019)
Charlie’s Angels (bra: As Panteras; prt: Os Anjos de Charlie) é um filme estadunidense de comédia de ação e aventura de 2019 dirigido por Elizabeth Banks, que também desenvolveu o roteiro a partir da história de Evan Spiliotopoulos e David Auburn. É o terceiro filme da franquia homônima, por sua vez baseada na telessérie homônima criada por Ivan Goff e Ben Roberts. O elenco é composto por Kristen Stewart, Naomi Scott, Ella Balinska, Sam Claflin, Noah Centineo, Djimon Hounsou, Jonathan Tucker, Banks, Nat Faxon, Luis Gerardo Méndez, Chris Pang e Patrick Stewart. Foi lançado oficialmente, nos Estados Unidos, em 15 de novembro de 2019 pela Sony Pictures.
O filme teve uma recepção mediana por parte dos críticos e angariou 27 milhões de dólares em bilheteria no seu primeiro final de semana, estreando em terceiro lugar nos Estados Unidos (abaixo do esperado). O filme acabou sendo um fracasso de bilheteria, arrecadando no total apenas 73 milhões de dólares nas bilheterias, diante de um orçamento de produção estimado entre 48 milhões e 55 milhões de dólares e um orçamento de publicidade de aproximadamente 50 milhões.

## Elenco
- Kristen Stewart como Sabina Wilson
- Naomi Scott como Elena Houghlin
- Ella Balinska como Jane Kano
- Sam Claflin como Alexander Brock
- Noah Centineo como Langston
- Elizabeth Banks como Rebekah Bosley
- Djimon Hounsou como Edgar Bosley
- Patrick Stewart como John Bosley
- Jonathan Tucker como Hodak
- Nat Faxon como Peter Fleming
- Chris Pang como Jonny Smith
- David Schütter como Ralph
- Marie-Lou Sellem como Fatima Ahmed
- Luis Gerardo Méndez como O Santo
- Magdalena Tan como Ashley Remoquillo

### Dublagem brasileira
Estúdio de dublagem - Delart
Produção
- Direção de Dublagem: Andrea Murucci[11]
- Cliente: Sony Pictures[11]
- Tradução: Bianca Daher[11]
- Mixagem: Gustavo Andriewiski

Dubladores
- Elena - Pamela Rodrigues[11]
- Sabina - Flávia Saddy[11]
- Jane - Hannah Buttel[11]
- Bosley - Miriam Ficher[11]
- John Bosley - Márcio Simões[11]
- Alexander - Raphael Rossatto[11]
- Peter - Duda Espinosa[11]
- Edgar Bosley - Ronaldo Julio[11]
- O Santo - Nando Lopes[11]
- Johnny - Mckeidy Lisita[11]
- Kelly Garret - Angela Bonatti[11]
- Langston - Felipe Drummond[11]
- Fátima - Mônica Rossi[11]
- Sidam - Bruno Rocha[11]
- Charles - Julio Chaves[11]
- Susan - Iara Riça[11]
- Danica - Fabiana Aveiro[11]
- Ingrid - Morgana Bernabucci[11]
- Chloe - Bruna Laynes[11]
- Ralph - Alexandre Drummond[11]
- Laverne - Carla Pompilio[11]

## Produção
Em 15 de setembro de 2015, foi anunciado que a Sony Pictures Entertainment estava preparando um terceiro filme da franquia Charlie's Angels, com Elizabeth Banks em negociações para dirigir o projeto. Em julho de 2018, foi anunciado que Kristen Stewart, Naomi Scott e Ella Balinska seriam as novas protagonistas e Banks também atuaria como Bosley, e o filme apresentaria vários personagens com o mesmo nome. Em setembro de 2018, Patrick Stewart foi escalado como o segundo Bosley. Na mesma semana, Luis Gerardo Méndez, Djimon Hounsou e Jonathan Tucker se juntaram no elenco, com Luis interpretando The Saint e Djimon como o terceiro Bosley. Em outubro de 2018, Sam Claflin, Noah Centineo, Nat Faxon e Chris Pang se juntaram ao elenco.
As filmagens começaram em 2 e 7 de outubro de 2018 em Hamburgo, Alemanha, 3 de dezembro de 2018 em Istambul, Turquia e foi concluída em 9 de dezembro de 2018. O primeiro trailer foi lançado em 27 de junho de 2019.

### Trilha sonora
Em maio de 2019, Brian Tyler foi anunciado como o compositor da trilha sonora. As cantoras estadunidenses Ariana Grande, Miley Cyrus e Lana Del Rey gravaram uma colaboração intitulada "Don't Call Me Angel", que foi lançada em 13 de setembro de 2019. A faixa foi produzida por Grande em conjunto com Max Martin, Savan Kotecha e Ilya Salmanzadeh e o clipe dirigido por Hannah Lux Davis.
Ariana Grande fez toda a trilha sonora do filme ao lado de Brian Tyler, incluindo a música (She) Got Her Own.
A trilha sonora de As Panteras, que produzida por Ariana Grande, teve o seu tracklist revelado, anunciando uma música solo de Anitta, intitulada "Pantera". O álbum ainda reuniu Nicki Minaj, Normani, Donna Summer e teve o primeiro single, "Don't Call Me Angel", com Miley Cyrus, Lana Del Rey e Ariana Grande.

## Lançamento
O filme foi lançado em 15 de novembro de 2019 nos Estados Unidos pela Sony Pictures Entertainment. No Brasil, foi lançado em 14 de novembro de 2019, e em Portugal, em 28 de novembro de 2019.

## Recepção

### Bilheteria
Até 17 de novembro de 2019, Charlie's Angels tinha angariado pelo menos US$ 8,6 milhões de dólares nos Estados Unidos e no Canadá, e US$ 19,3 milhões em outros territórios, com um total arrecadado de US$ 27,9 milhões. Embora tenha estreado em 3 400 e tenha tido um lucro alto no primeiro dia, US$ 3,1 milhões, o lucro acabou caindo e sua estreia no final de semana ficou em terceiro lugar no total. No total, o filme ainda conseguiu arrecadar um pouco mais do que o orçamento de produção, mas não suficiente para cobrir também o marketing. O filme arrecadou apenas 73,3 milhões de dólares nas bilheterias mundiais, sendo que o orçamento de produção ficou entre 48 milhões e 55 milhões e o marketing foi de 50 milhões. O USA Today e a Variety escolheram o filme como um dos maiores fracassos de bilheteria de 2019. Segundo o The Hollywood Reporter, Charlie's Angels falhou em tentar atrair seu público alvo, sendo este pessoas acima de 35 anos e mulheres jovens.
A atriz e diretora Elizabeth Banks culpou a mídia e o marketing pela bilheteria do filme, dizendo que o filme foi apresentado de uma forma errada, como se fosse um manifesto feminista feito só para mulheres e não um filme de ação, o que afastou parte do público. Banks também chegou a culpar o machismo pela bilheteria do filme, dizendo que "homens não vão ver filmes de ação protagonizados por mulheres". Já a atriz Kristen Stewart falou: "parece que ninguém quer aceitar uma história feminista". Ela também lamentou a bilheteria, indicando que provavelmente o filme não terá uma sequência, mas disse que mesmo assim sente orgulho do filme. Contudo, cinco anos depois, Stewart mudou de posição, afirmando para a revista Variety, que ela "odiou" fazer o filme, também dizendo que adorava o remake do ano 2000.

### Recepção da crítica
Charlie's Angels teve uma recepção mista por parte dos críticos. No site Rotten Tomatoes, o filme tem um índice de aproveitamento de 52%, baseado em 215 resenhas, com uma nota média de 5,36/10. O consenso no site era que "Sério e enérgico, mesmo um tanto desigual, Charlie's Angels de Elizabeth Banks adiciona um novo sabor a franquia com boas performances de suas três atrizes." No Metacritic, o filme recebeu uma nota de 52 (de 100), baseado em 41 críticas, indicando uma recepção mediana. No CinemaScore, a recepção do público foi mais positiva, com uma nota "B+" numa escala de A+ até F, enquanto no site da PostTrak a média de aceitação do público ficou em 69%, com 46% afirmando que recomendavam o filme.